# Iñaki Azkuna
Iñaki Azkuna Urreta (Durango, 14 de febrero de 1943-Bilbao, 20 de marzo de 2014) fue un médico, profesor de medicina y político español, que ejerció la alcaldía de Bilbao desde 1999 hasta su fallecimiento en 2014, siendo en 2012 galardonado con el Premio Alcalde del Mundo. Es considerado el ideólogo de la sanidad pública vasca, de la cual fue su primer director general, además de consejero de Sanidad del Gobierno vasco posteriormente.  
Licenciado en Medicina por la Universidad de Salamanca, fue profesor de radiología en la Universidad del País Vasco y director del Hospital de Cruces de Baracaldo. También fue director general de Osakidetza y consejero de Sanidad del Gobierno Vasco en la década de 1990. En 1999 fue elegido alcalde de Bilbao y fue reelegido en 2003, en 2007 y en 2011 por mayoría absoluta.
Algunos medios de comunicación lo señalaron como un perfil independiente dentro del PNV. Se manifestó en contra de la independencia del País Vasco y a la retirada de los cuadros de los alcaldes franquistas de Bilbao. Algunos medios se hicieron eco de su buena relación con el rey Juan Carlos I y el entonces príncipe Felipe.
En general, mantuvo relaciones hostiles con la izquierda abertzale y el entorno de ETA. Se opuso a colaborar políticamente con Batasuna. En una ocasión, contradijo directamente a la posición del PNV sobre la cuestión de los presos de ETA, afirmando que «los muertos de ETA no pueden recurrir a Estrasburgo».
Durante su mandato recibió el Premio Alcalde del Mundo, en reconocimiento a la transformación urbanística y económica de Bilbao durante su mandato.

## Biografía
Hijo de un metalúrgico y de una costurera, Iñaki Azkuna nació en Durango en 1943. Aunque conoció Bilbao desde pequeño, estudió en Salamanca, donde se licenció en Medicina en 1966, especializándose en Cardiología y Radiología. Tras doctorarse cum laude por la Universidad de Salamanca, se trasladó a Francia para trabajar como asistente extranjero en el Hospital Broussais, de la Universidad de París, entre 1971 y 1972. Allí conoció a Anabella Domínguez, una estudiante mexicana de Filología Francesa, con quien más tarde se casaría y tendría un hijo.
Desde 1973, fue profesor de Medicina Física y Radiología en la Universidad del País Vasco, y trabajó en el Hospital de Cruces (Baracaldo, Vizcaya), primero como médico adjunto, y a partir de 1976 como jefe del Servicio de Radiología. En 1981 fue nombrado director del Hospital de Cruces.

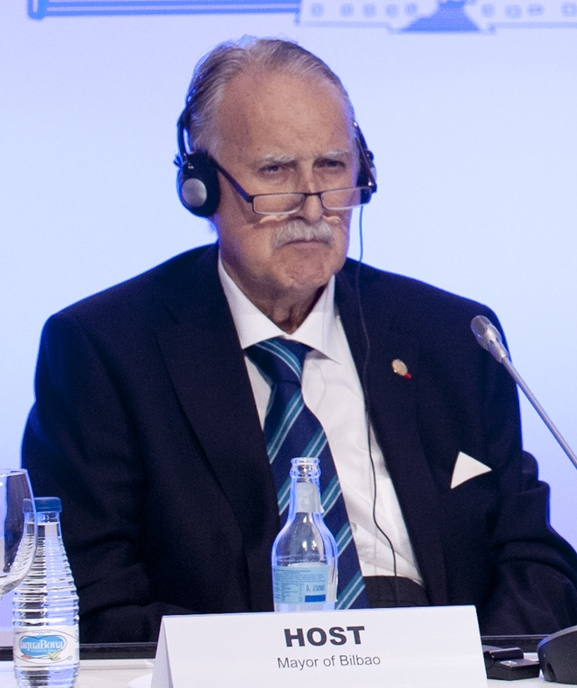
Azkuna en 2013

Al año siguiente fue nombrado director de Hospitales del Gobierno Vasco. De 1983 a 1987 desempeñó el cargo de director general de Osakidetza-Servicio Vasco de Salud. En julio de 1989 fue nombrado secretario general de la Presidencia del Gobierno Vasco, desempeñando dichas labores durante dos años, y en 1991 asumió el cargo de consejero de Sanidad del Gobierno Vasco, cargo que ocupó hasta 1999.
En las elecciones municipales del 13 de junio de 1999 fue elegido alcalde de Bilbao como cabeza de lista de la coalición entre el Partido Nacionalista Vasco (PNV) y Eusko Alkartasuna (EA), gracias a los votos de los concejales de Euskal Herritarrok; y posteriormente formaría un pacto de gobierno con Iniciativa Ciudadana Vasca, partido liderado por el antiguo alcalde de Bilbao José María Gorordo, que había sido expulsado del PNV. Fue reelegido para el cargo tras las elecciones municipales de 2003, de nuevo en coalición con EA, y 2007, ya en solitario, sin obtener mayoría absoluta en ninguna de ellas; en 2003 recibió el apoyo de Ezker Batua, que se incorporó al equipo de gobierno, y en 2007 de la coalición Ezker Batua-Aralar. Finalmente, en las elecciones municipales de 2011, consiguió alcanzar la primera mayoría absoluta (15 concejales sobre 29) de la historia del PNV en el Ayuntamiento de Bilbao, lo que le permitió gobernar la legislatura en solitario.

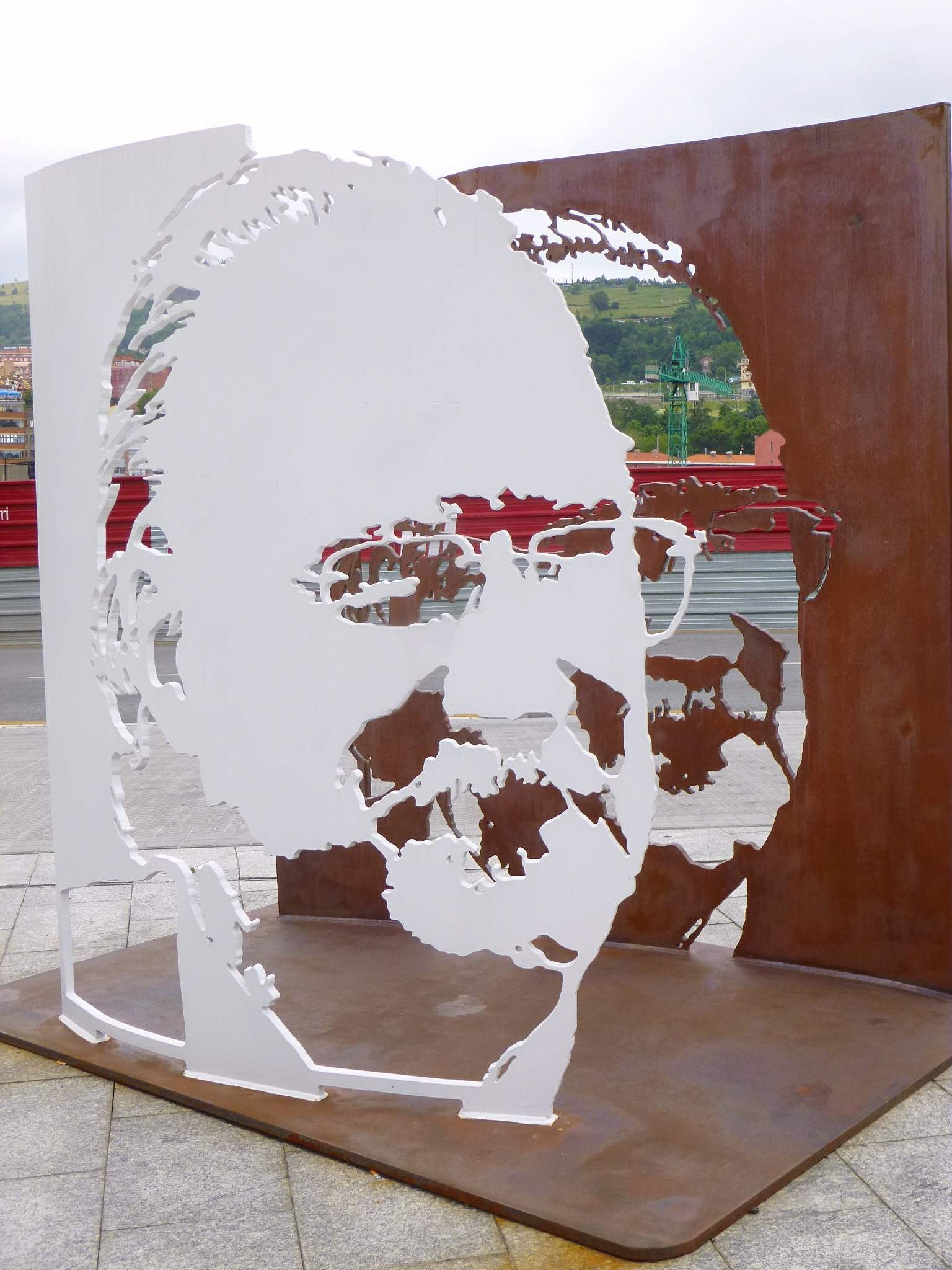
Monumento a Iñaki Azkuna, inaugurado en 2015 junto a la Clínica IMQ Zorrotzaurre y próxima al puente Frank Gehry.

En enero de 2013 recibió el Premio Alcalde del Mundo que otorga la Fundación City Mayor, en reconocimiento a su trabajo en la ciudad de Bilbao.
En febrero de 2014 fue polémica su negativa de retirar los retratos de los alcaldes franquistas de la planta noble del consistorio. La propuesta partía de Euskal Herria Bildu, con el argumento de la aplicación de la Ley de Memoria Histórica. Azkuna se negó, argumentando que había «que respetar la historia, aunque moleste» y que durante su mandato no había eliminado ningún vestigio franquista del callejero o de los edificios municipales. Finalmente, los cuadros de todos los alcaldes de Bilbao hasta la fecha fueron retirados de la planta noble y trasladados a otro salón del Ayuntamiento.
Pese a su condición de nacionalista vasco, Azkuna se caracterizó por su moderación y defendió la permanencia de Euskadi en España y la monarquía, lo que le llevó a entablar una gran amistad con el rey Juan Carlos I y su sucesor Felipe VI. Poco antes de fallecer, durante una visita a la capital vizcaína, don Juan Carlos le visitó en su domicilio.
Falleció el 20 de marzo de 2014, a la edad de 71 años, a consecuencia de un cáncer de próstata que le fue diagnosticado en marzo de 2003. El 24 de marzo fue despedido con todos los honores en un multitudinario funeral celebrado en la Catedral de Santiago de Bilbao en el que estuvieron presentes los entonces príncipes de Asturias, Felipe y Letizia, la vicepresidenta del Gobierno Soraya Sáenz de Santamaría y diferentes personalidades del mundo de la política, la sociedad y las fuerzas de seguridad.

## Otros cargos
- Presidente del Consejo de Administración de la editorial Iparraguirre S. A. (editora del diario Deia).
- Presidente de la sociedad interinstitucional para la regeneración del área metropolitana de Bilbao, Bilbao Ría 2000.
- Presidente de la Red Mundial de Ciudades Portuarias (AIVP), de 2002 a 2005.

## Publicaciones
- Radioangiografía de las cardiopatías congénitas, 1988.
- Tratado de cardiología pediátrica, Salvat, 1983.

## Distinciones y condecoraciones
- Premio Alcalde del Mundo.[12]
- Gran Cruz de la Orden Civil de Sanidad del Ministerio de Sanidad y Consumo de España.
- Caballero de la Legión de Honor de Francia.[18]
- Premio "V de Vida" de la Asociación Española Contra el Cáncer, a título póstumo.[19]
- Cambio de denominación de la Alhóndiga de Bilbao a Azkuna Zentroa, en reconocimiento póstumo.[20]
- Escultura junto a la Clínica IMQ Zorrotzaurre de Bilbao.[21]